# Nakamtenga I
Pour les articles homonymes, voir Nakamtenga (homonymie).
Ne doit pas être confondu avec Nakamtenga II.
Nakamtenga I est une commune rurale située dans le département de Ziniaré de la province de l'Oubritenga dans la région Plateau-Central au Burkina Faso.

## Santé et éducation
Les centres de soins les plus proches de Nakamtenga I sont le centre de santé et de promotion sociale (CSPS) de Ziniaré et son centre médical avec antenne chirurgicale (CMA).